# Glyphanus obtusus
Glyphanus obtusus är en insektsart som beskrevs av Franz Xaver Fieber 1853. Glyphanus obtusus ingår i släktet Glyphanus och familjen Pamphagidae. Inga underarter finns listade i Catalogue of Life.